# Rodovia Índio Tibiriçá
A Rodovia Índio Tibiriçá (SP-31) é uma rodovia transversal do estado de São Paulo, administrada pelo Departamento de Estradas de Rodagem do Estado de São Paulo (DER-SP).

## Descrição
A Rodovia Índio Tibiriçá é uma rodovia que liga o município de São Bernardo do Campo até o município de Suzano, ambos na Região Metropolitana de São Paulo.
É a principal ligação entre a Região do Alto Tietê e a Região do ABC Paulista. Também serve de opção para aqueles que moram na Região do Alto Tietê e pretendem ir à Baixada Santista ou à Zona Sul do município de São Paulo.
O nome da rodovia é uma homenagem ao índio tupiniquim Tibiriçá, que teve papel destacado nos eventos relacionados à fundação da atual cidade de São Paulo, em 1554.
Principais pontos de passagem: SP 148 - Ribeirão Pires - SP 066 (Suzano)

## Características

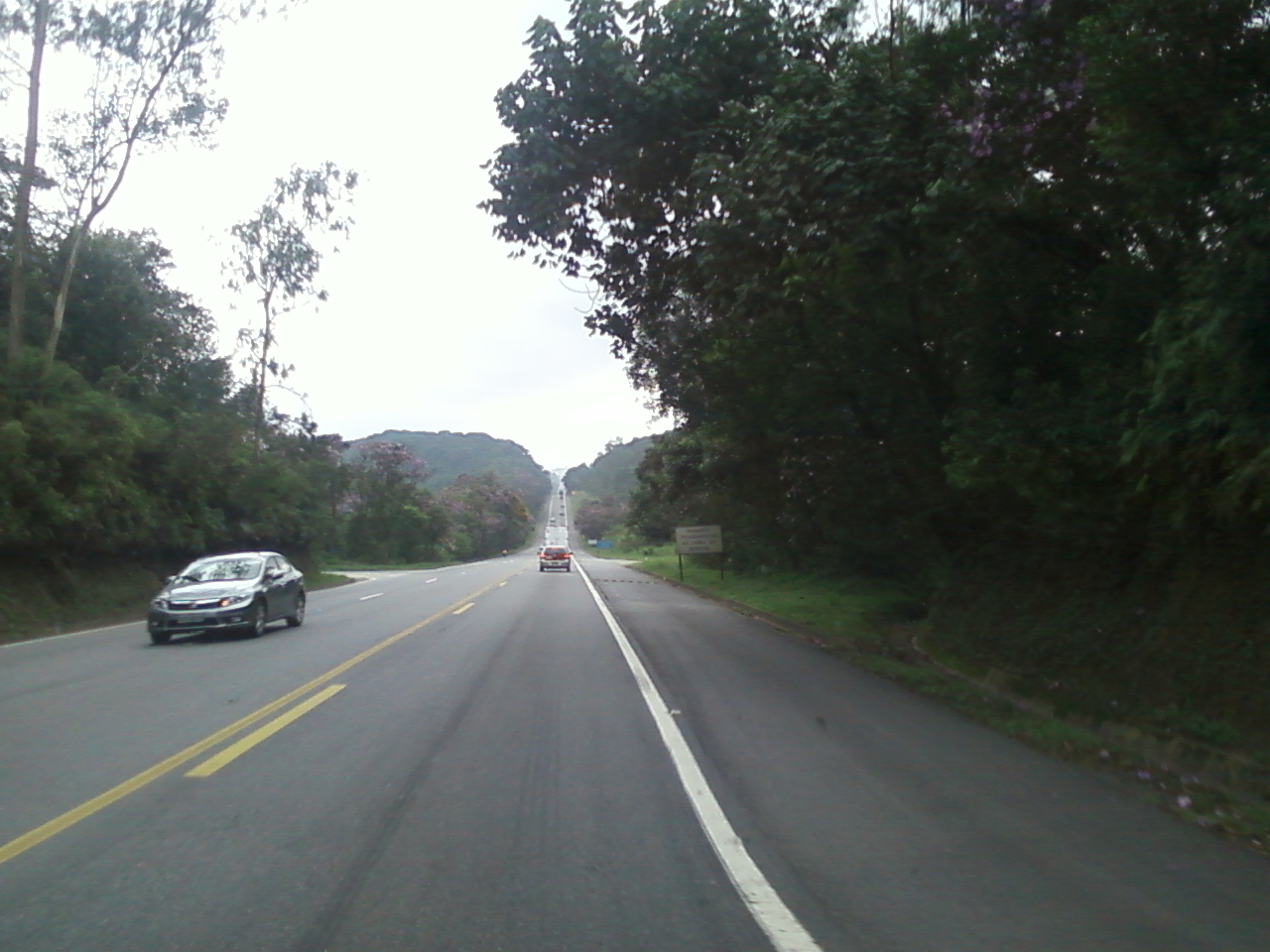
Trecho da SP-31.

### Extensão
- Km Inicial: 33,100
- Km Final: 70,300

### Localidades atendidas
- São Bernardo do Campo
- Santo André
- Ribeirão Pires
- Ouro Fino Paulista
- Palmeiras de São Paulo
- Suzano